# Seychellen-Sittich
Der Seychellen-Sittich (Psittacula wardi) ist eine ausgestorbene Papageienart aus der Gattung der Edelsittiche. Er war endemisch auf den Seychellen. Das Artepitheton bezieht sich auf Swinburne Ward, den britischen Zivilkommissar auf den Seychellen von 1862 bis 1868.

## Merkmale
Der Seychellen-Sittich erreichte eine Länge von 41 Zentimetern.  Beim Männchen war der Kopf grün. Der Hinterkopf und der Nacken waren blau verwaschen. Das Kinn und eine undeutliche Linie zwischen Augen und Wachshaut waren schwarz, ebenso wie ein breiter Wangenstreif, der vom Schnabel bis zum Hinternacken verlief. Der Bauch war grünlich-gelb. Auf den Flügeldecken war ein violett-roter Flecken. Die Oberseite der mittleren Schwanzfedern war blau mit gelblichen Spitzen. Die äußeren Schwanzfedern waren grün. Die Schwanzunterdecken waren gelblich. Der Schnabel war rot mit einer gelblichen Spitze. Die Iris war gelblich. Die Füße waren grau. Das Weibchen sah dem Männchen ähnlich. Es unterschied sich in dem Fehlen des schwarzen Wangenstreifs sowie in der komplett schwarzen Schnabelfärbung.
Der Seychellen-Sittich war kleiner und hatte einen kräftigeren Schnabel als der Alexandersittich. Weitere Unterscheidungsmerkmale waren die purpurroten Schulterflecken und das Fehlen des rosa Nackenbandes.

## Vorkommen
Der Seychellen-Sittich kam auf den Inseln Mahé, Silhouette und vermutlich auch auf Praslin vor.

## Aussterben
Bereits bei der wissenschaftlichen Erstbeschreibung im Jahre 1867 notierte Edward Newton, dass der Seychellen-Sittich fast ausgerottet sei. Im März 1880 und im Juni 1881 erlegte der Vogelsammler H. M. Warry die letzten drei in der Wildnis dokumentierten Exemplare (zwei Weibchen und ein juveniles Männchen). Das letzte bekannte Exemplar starb 1883 auf der Insel Silhouette in menschlicher Obhut. Als der britische Ornithologe Michael John Nicoll 1906 die Seychellen besuchte, konnte er kein Exemplar mehr nachweisen. Die Wälder, wo die Art einst vorkam, mussten Kokosplantagen weichen. Darüber hinaus wurden die Sittiche von den Farmern geschossen, weil sie Schäden in den Maisfeldern anrichteten. Insgesamt existieren zehn Exemplare in Museumssammlungen.

## Systematik
Der Seychellen-Sittich wurde aufgrund des ähnlichen Nackenbands häufig als Unterart der Alexandersittichs (Psittacula eupatria) betrachtet. Jedoch ist nicht bekannt, ob tatsächlich ein enges verwandtschaftliches Verhältnis mit dem Alexandersittich vorliegt, da kein Skelett vom Seychellen-Sittich existiert und eine DNA-Analyse des vorhandenen Museumsmaterials nie durchgeführt wurde.